# Storsjön (Västra Eds socken, Småland)
Storsjön är en sjö i Västerviks kommun i Småland och ingår i Storåns huvudavrinningsområde. Sjön har en area på 9,3 kvadratkilometer och ligger 13 meter över havet. Sjön avvattnas av vattendraget Storån (Fallån).

## Historia
I äldre tider flottades tjära och bräder från Hannäs och Gärdserums socknar ned för Storån till Kolsebro- och Åhagsbroarna där Storån mynnade i Storsjön där de slogs samman till större flottar vilka seglades över Storsjön till Eds köping. Runt sekelskiftet 1900 gick en ångbåt i trafik på Storsjön. Från 1916 gick en motorbåt i trafik med gods och passagerare mellan Edsbruk och Storsjö järnvägsstation, se vidare Ramunder.

## Delavrinningsområde
Storsjön ingår i det delavrinningsområde (643233-153887) som SMHI kallar för Utloppet av Storsjön. Medelhöjden är 31 meter över havet och ytan är 33,59 kvadratkilometer. Räknas de 49 avrinningsområdena uppströms in blir den ackumulerade arean 494,54 kvadratkilometer. Avrinningsområdets utflöde Storån (Fallån) mynnar i havet. Avrinningsområdet består mestadels av skog (37 %) och jordbruk (18 %). Avrinningsområdet har 10,31 kvadratkilometer vattenytor vilket ger det en sjöprocent på 30,7 %.